# Fred Nicole (aviateur)
Pour les articles homonymes, voir Nicole.
Alfred Jules Francis René, dit "Fred" Nicole, né le 9 mai 1911 à Paris et mort le 9 février 1997 à Tournan-en-Brie, est un aviateur français, à la fois instructeur, pilote d'essai, pilote de chasse et pilote de voltige.

## Biographie
Il meurt à Tournan-en-Brie, Seine-et-Marne, le 9 février 1997. Sa tombe se trouve au cimetière parisien de Pantin en Seine-Saint-Denis.